# اوستروالد
اوستروالد (به هلندی: Oosterwolde) یک منطقهٔ مسکونی در هلند است که در الده‌بروک واقع شده‌است. اوستروالد ۲٬۱۷۰ نفر جمعیت دارد.